# Зимові Паралімпійські ігри 1984
Зимові Паралімпійські ігри 1984 відбулись у Інсбруку, Австрія, з 14 по 20 січня. Вони стали третіми Зимовими Паралімпійські іграми.

## Види спорту
- Лижні перегони
- Швидкісний спуск на санях
- Гірськолижний спорт

## Таблиця медалей
Легенда
      Країна-господар
Топ-10 неофіційного національного медального заліку:
| Місце | Країна    | Золото | Срібло | Бронза | Загалом |
| ----- | --------- | ------ | ------ | ------ | ------- |
| 1     | Австрія   | 34     | 19     | 17     | 70      |
| 2     | Фінляндія | 19     | 9      | 6      | 34      |
| 3     | Норвегія  | 15     | 13     | 13     | 41      |
| 4     | ФРН       | 10     | 14     | 10     | 34      |
| 5     | США       | 7      | 14     | 14     | 35      |
| 6     | Швеція    | 7      | 2      | 5      | 14      |
| 7     | Швейцарія | 5      | 16     | 16     | 37      |
| 8     | Франція   | 4      | 2      | 0      | 6       |
| 9     | Польща    | 3      | 2      | 8      | 13      |
| 10    | Канада    | 2      | 8      | 4      | 14      |